# Dobbrikow
Das Dorf Dobbrikow ist seit dem 6. Dezember 1993 einer von 23 Ortsteilen der Gemeinde Nuthe-Urstromtal im Landkreis Teltow-Fläming in Brandenburg. Der Ort hat 415 Einwohner (Stand: 31. Dezember 2017).

## Lage
Das Pfefferfließ, ein 16 Kilometer langer Bach, verläuft zwischen den Dörfern Dobbrikow und Hennickendorf hindurch. In ihn entwässern drei der sieben Seen, die sich auf der Gemarkung befinden: der Vordersee, der Hintersee sowie der Bauernsee. Das Naturschutzgebiet Nuthe-Nieplitz-Niederung innerhalb des Naturparks Nuthe-Nieplitz reicht südlich an Dobbrikow heran. Östlich des mittelgroßen Straßendorfes liegt mit rund 72 Metern Höhe die höchste Erhebung, der Weinberg.

## Geschichte und Etymologie

### 13. bis 15. Jahrhundert
Im Jahr 1221 wurde der Ort erstmals als Doberchowe urkundlich erwähnt. Der Ursprung des Namens leitet sich aus dem Slawischen ab; die Interpretation ist jedoch umstritten. Einige Experten übersetzen die Bezeichnung mit dobru für gut oder dobricowo für Talsee. Der Heimatforscher Noeske verweist auf dobe chovae, das so viel wie sich oder etwas gut verstecken/ein gutes Versteck bedeutet. Bis 1307 war der Ort im Besitz derer de Trebbin, die auf der benachbarten Burg Trebbin lebten. Im besagten Jahr gab Heidenrycus de Trebbin den Ort ville Doberchow an das Kloster Zinna ab. Die Zisterzienser betrieben Fischzucht, Landwirtschaft und kultivierten am Südhang des Weinbergs Weinreben. Sie besaßen schon 1170/1171 vier Seen, darunter den Dobbrikow-See. Eine weitere, wenn auch indirekte Erwähnung, gab es durch einen Conrad Dobberchowe, der 1329 in einer Akte in Treuenbrietzen aufgeführt wurde. Im Ort Dobrichow lebten im Jahr 1480 der Schulze mit vier Lehnhufen. Er bewirtschaftete weiterhin zwei Wiesen im Wald, besaß einen kleinen See und fischte auch mit kleinen Netzen auf dem Bogenschen See. Es gab außerdem neun Dreihufner, von denen einer auch der Krüger war. Ein anderer bewirtschaftete auch übrigen Acker und Wiesen bei dem Eichholz, ein anderer besaß Acker und Wiesen beim Eichholz. Ein Hufner besaß einen Horst und Wiese beim Dannenbusch, ein anderer einen Acker beim Eichholz und neben dem großen See. Ein Hufner besaß ein Acker und eine Wiese neben dem Eichholz. Von den zwei Zweihufnern hatte einer eine Wiese und übrigen Acker. Es gab außerdem vier Kossäten, von denen einer eine Hufe, ein anderer einen Acker mit der Bezeichnung Horst besaß. Ein weiterer war der Weinmeister, der auch einen übrigen Acker hatte. Der vierte Kossät besaß einen Kirchacker, der seinem Hof zugelegt worden war. Der Pfarrhof hatte eine Größe von vier Hufen; außerdem gab es eine Schäferei. Der Pfarrer aus Trebbin erhielt von zwei Hufnern je zehn und von vier weiteren Hufnern je 5 und von einem Hufner 8 Scheffel Roggen. Die Gemarkung war 42 Hufen groß. Die Einwohner aus Dobberchow zahlten im Jahr 1534 insgesamt 8 Rheinische Gulden (fl) 18 Groschen (gr) 7 Pfennig (d) zum 50. Pfennig an Abgaben. 1547 kam die Reformation in den Ort; 1553 übernahm das Amt Zinna das Dorf. Für 1562 waren 20 Hauswirte verzeichnet. Dem Pfarrer standen nach wie vor vier Hufen zu; außerdem erhielt er die 30. Mandel vom Kornzehnten sowie 1⁄3 des Fleischzehnten. Die Kirche besaß eine Wiese sowie etliche Stücke Land, die alle neun Jahre besät wurden und einen Ertrag von durchschnittlich 6 Scheffel Roggen ergaben. Der Küster erhielt von den Hufnern 1 Wispel Roggen sowie zwei Brote von jedem Hauswirt. Dies waren sechs Jahre später der Schulze mit vier Lehnhufen und zwei Wiesen. Er soll auch einen Hammer betrieben haben, was darauf hindeuten würde, dass in dieser Zeit im Ort auch Eisen verarbeitet wurde. Der kleine See gehörte mittlerweile dem Kloster; auf dem Bogensee durfte er jedoch weiterhin mit Klebenetzen und Balreusen fischen. Es gab einen Vierhufner, acht Dreihufner (darunter den Rüger) und sechs Kossäten. Der Pfarrhof war nach wie vor vier Hufen groß, die Kirche besaß einen Acker, die Schmiede war unbesetzt. Die Einwohner durften im Stovesee mit zwei kleinen Netzen fischen. Für 1584 waren 20 Hauswirte und der Pfarrer im Dorf ansässig. Sie zahlten 4 Taler 10 gr 8 d zum 70. Pfennig an Abgaben (1586).

### 17. Jahrhundert
Um 1600 zählte Dobbrikow 18 Hauswirte. Im Dreißigjährigen Krieg lag das Dorf 1642 ganz wüst; es lebten lediglich noch zwei Hufner und zwei Kossäten, die „nichts zum Besten als das liebe Leben“ hatten. Dem Pfarrer standen zu dieser Zeit nur noch zwei Hufen sowie die 30. Mandel zu. Der Küster erhielt 20 Scheffel 2 Viertel Roggen, 40 Brote und 41 Eier. Für 1684 waren 19 Güter verzeichnet: der Schulze, zehn Hufner (davon acht gangbar), sieben Kossäten (davon sechs gangbar) sowie einen, der erbliches Dienstgeld zahlen musste. Die Schäferei war zwar fünf Hufen groß, doch offenbar in einem sehr schlechten Zustand. In einer weiteren Statistik aus dem Jahr 1686 erscheinen erneut zehn Hufner sowie fünf Kossäten. Der Schulze bewirtschaftete vier Hufen mit 17 ½ Scheffel Aussaat, brachte 8 Fuder Heu ein und besaß eine Wohnung mit Garten, Weide. Er betrieb Viehzucht und durfte auf einem kleinen Seechen fischen. Ein Vierhufner kam ebenfalls auf 17 ½ Scheffel Aussaat, 5 Fuder Heu und besaß ebenfalls eine Wohnung mit Garten, einer Weide. Auch er betrieb Viehzucht und die Fischerei. Der Dreihufner war gleichzeitig auch der Krüger. Er kam auf 12 Scheffel Aussaat und 3 Fuder Heu; hinzu kam das Recht, Holz zu schlagen. Ein anderer Dreihufner kam auf 9 Scheffel Aussaat, 2 Fuder Heu, zwei Zweihufner auf je 6 ¾ Scheffel Aussaat und 3 Fuder Heu. Ein Kossät hatte 4 ¾ Scheffel Aussaat und 3 Fuder Heu sowie zwei Gärten, ein anderer Kossät war auch gleichzeitig der Schneider. Er besaß keinen Acker und kam auf 2 Fuder Heu; hinzu kam ein Kohlgarten. Ein Kossät war Salzführer mit 1 Scheffel Aussaat, 1 Fuder Heu, ein anderer war Leineweber – ebenfalls ohne Acker mit einem Fuder Heu. Ein weiterer Kossät hatte ¾ Scheffel Aussaat und 1 Fuder Heu sowie einen Kohlgarten. Hinzu kamen ein wüstes Bauerngut mit einer Größe von 3 Hufen sowie drei weitere, wüste Kossätenhöfe.

### 18. Jahrhundert
Im Jahr 1727 lebten im Dorf der Lehnschulze, zehn Hufner, sieben Kossäten und ein Schmied. Es gab ein Vorwerk mit fünf geringen, d. h. ertragsschwachen Hufen, auf denen 500 Schafe gehalten wurden. Erstmals erschien auch ein Weinberg. Die elf Bauern brachten auf 34 Hufen je 5 Wispel 15 Scheffel 4 Metzen Aussaat aus (1727). Für 1738 waren zwei Vierhufner verzeichnet, darunter der Lehnschulze. Es gab außerdem sieben Dreihufner, zwei Zweihufner, sieben Kossäten, zwei Büdner und einen Holzknecht. In einer anderen Statistik aus dem Jahr 1745 wurden elf Hufner, sieben Kossäten, zwei Büdner, das Vorwerk, eine Schäferei und erstmals ein Teerofen erwähnt. Außerdem gab es einen Pfarrer und einen Heideläufer. Das Vorwerk war in den Jahren 1749/1750 insgesamt 327 Morgen (Mg) 70 Quadratruten (QR) groß: 217 Mg 36 QR Acker, 32 Mg Gutland, 65 Mg Mittelland, 120 Mg 136 QR Schlechtland; in Summe 7 Hf 7 Mg 136 QR, die von sechs Kossäten bewirtschaftet wurden. Jeder brachte 4 Scheffel Roggen, 1 Scheffel Gerste, 1 Scheffel Hafer aus und erntete 2 Fuder Heu. Weitere 93 Mg 91 QR waren Wiese, 1 Mg 50 QR Gartenland und 15 Mg 23 QR, auf denen Wein angebaut wurde. Im Vorwerk wurden außerdem 16 Kühle, 88 Stück Güstevieh und 500 Schafe gehalten. An der Bodenqualität verbesserte sich bis 1766 nur wenig. Dafür wurden mittlerweile 24 Stück Rindvieh und 600 Schafe gehalten. Eine Statistik von 1772 berichtet über das Dorf von elf Hufnern (darunter der Schulze), sieben Kossäten, acht Büdnern, ein Kuhhirt, ein Pferdehirt, Fischer, einem Prediger, einem Schulmeister und einem Unterförster. In Dobbrikow lebten 32 Männer und 31 Frauen sowie fünf alte Männer und 14 alte Frauen. Hinzu kamen 16 Söhne, die älter als 10 Jahre waren sowie 20 darunter. Insgesamt 14 Töchter waren über 10 Jahre, 24 darunter. Es gab acht Knechte, fünf Mägde sowie einen Einlieger, der mit einem Mann, drei Frauen und einer Tochter besetzt war. Im Dorf wurden 1791 insgesamt 39 Feuerstellen (=Haushalte) betrieben.

### 19. Jahrhundert
Zur Jahrhundertwende gab es im Dorf den Lehnschulzen, zehn Ganzbauern, acht Ganzkossäten, sechs Büdner und zwei Einlieger. Es gab außerdem einen Krug, einen königlichen Unterförster, der dem Zinnaischen Revier zugehörig war sowie ein entfernt wohnender Fischer und Weinmeister, der sich um eine 8 Mg große Fläche kümmerte. Die Bewohner schlugen 250 Mg Holz; das Vorwerk war mittlerweile verschwunden. Auf einer Fläche von 33 Bauernhufen wurden 35 Feuerstellen betrieben. Die Bauern brachten auf 150 Mg 110 QR 7 Wispel 1 Scheffel 7 Metzen Aussaat aus (1812). Für das Folgejahr wurde von einem Lehn- und Gerichtsschulzen, zehn Bauern, acht Kossäten, 14 Büdnern und einem Prediger berichtet. Es gab einen Weinmeister, einen Fischer, ein Schul- und Küsterhaus, zwei Hirtenhäuser und 39 Hauseigentümer. Neben einem Gast- und Schankwirt arbeiteten im Jahr 1818 ein Holzarbeiter, ein Korbmacher, ein Ölschläger, zwei Grützmüller, zwei Musikanten und zwei Schlächter im Dorf. Im Jahr 1837 waren es ein Schneidermeister, ein Zimmermann, ein Mauerer, ein Schankwirt sowie drei Musikanten. Hinzu kamen sieben Webstühle auf Leinwand als Nebenbeschäftigung, zehn männliche und elf weibliche Dienstboten. Es gab 48 Wohnhäuser und eine Unterförsterei; 1840 erschien ein Pantoffelmacher. Die Gemarkung war im Jahr 1858 insgesamt 4330 Mg groß: 13 Mg Gehöfte, 117 Mg Gartenland, 1591 Mg Acker, 1164 Mg Wiese, 100 Mg Weide, 1345 Mg Wald. Darauf standen sieben öffentliche, 62 Wohn- und 83 Wirtschaftsgebäude (darunter eine Ziegelei und eine Getreidemühle). Im Jahr 1881 wurden die fiskalischen Dorfstraßenparzellen einverleibt. Dobbrikow bestand im Jahr 1885 mit den Wohnplätzen Am Bauernsee, Am Weinberge, Fischerei und Weinberg, 1891 Pfarrdorf, Ziegelei, Mühle und Forsthaus sowie 1895 mit den Wohnplätzen Am Bauernsee, Am Vordersee, Am Weinberge.

### 20. Jahrhundert
Im Jahr 1900 standen auf 1165,3 Hektar (ha) insgesamt 82 Häuser. Es gab unter anderem einen Hausschlächter, vier Lohnfuhrleute, zwei Maurer, einen Kanzleisekretär a. D., einen Gemeindevorsteher, einen Schankwirt, einen Pastor, einen Rentner und zwei Stammgutsbesitzer. Mit dem Bau der Chaussee zwischen Luckenwalde und Beelitz in den Jahren 1900 bis 1902 kam auch ein bescheidener wirtschaftlicher Wohlstand auf. Dobbrikow bestand 1905 mit den Wohnplätzen Am Bauernsee, Am Vordersee, Am Weinberge. 1915 erfolgte der erste Telefonanschluss, gefolgt vom elektrischen Strom im Jahr 1921. In diesem Jahr stellten die Überlebenden des Ersten Weltkrieges am Dorfanger ein Kriegerdenkmal auf. Im Jahr 1929 wurden vom Gutsbezirk Woltersdorf Forst die Flächen bei Dobbrikow (390 ha) eingemeindet. Das Dorf wurde 1931 Landgemeinde mit einer Fläche von 1556,2 ha und den Wohnplätzen Am Bauernsee, Am Vordersee, Am Weinberge, Forsthaus sowie 82 Wohnhäusern mit 99 Haushaltungen. Für das Jahr 1939 sind 14 land- und forstwirtschaftliche Betriebe verzeichnet, die zwischen 20 und 100 ha groß waren. Weitere 26 Betriebe waren zwischen 10 und 20 ha, 24 zwischen 5 und 10 ha sowie 20 zwischen 0,5 und 5 ha groß.
Nach dem Zweiten Weltkrieg wurde Dobbrikow 1950 als Gemeinde geführt, in der sich 1954 eine LPG Typ I mit 21 Mitgliedern und 83 ha Fläche gründete. Im Jahr 1960 gab es eine LPG Typ III, die im Folgejahr 89 Mitglieder und 399 ha Fläche umfasste. Die schloss sich 1976 mit der LPG Typ III Hennickendorf Sitz Dobbrikow zusammen. Außerdem gab es 1960 eine LPG Typ I, die im Folgejahr 46 Mitglieder und 155 ha Fläche umfasste und danach an die LPG Typ III angeschlossen wurde. Dobbrikow bestand als Gemeinde im Jahr 1957 mit den Wohnplätzen Forsthaus und Glienigsee; 1970 nur als Gemeinde. Im Jahr 1982 gab es eine LPG(T) mit Rinderkombinat Hennickendorf, Schweinekombinat Hennickendorf, mit Werkstatt und Jungrinderaufzucht Berkenbrück sowie die Revierförsterei. 1993 wurde Dobbrikow nach Nuthe-Urstromtal eingemeindet.

## Bevölkerungsentwicklung
| Jahr      | 1772 | 1791 | 1801 | 1817 | 1837 | 1858 | 1871 | 1885                                                                               | 1895                                                  | 1905                                           | 1925 | 1939 | 1946 | 1964 | 1971 | 1981 |
| Einwohner | 173  | 202  | 229  | 216  | 276  | 383  | 393  | 393 und 4 (Am Bauernsee) und 10 (Am Weinberge) und 10 (Fischerei) und 5 (Weinberg) | 361 und 6 und 10 (Am Vordersee) und 20 (Am Weinberge) | 368 und 5 (Am Bauernsee) und 12 (Am Vordersee) | 376  | 368  | 474  | 380  | 323  | 311  |

## Wirtschaft und Bildung
- Die Verwaltung des Naturparks Nuthe-Nieplitz hat ihren Sitz in Dobbrikow.
- Im Ort befindet sich das Schullandheim „Haus am See“, dessen Träger der Landkreis Teltow-Fläming ist.

## Kultur und Sehenswürdigkeiten

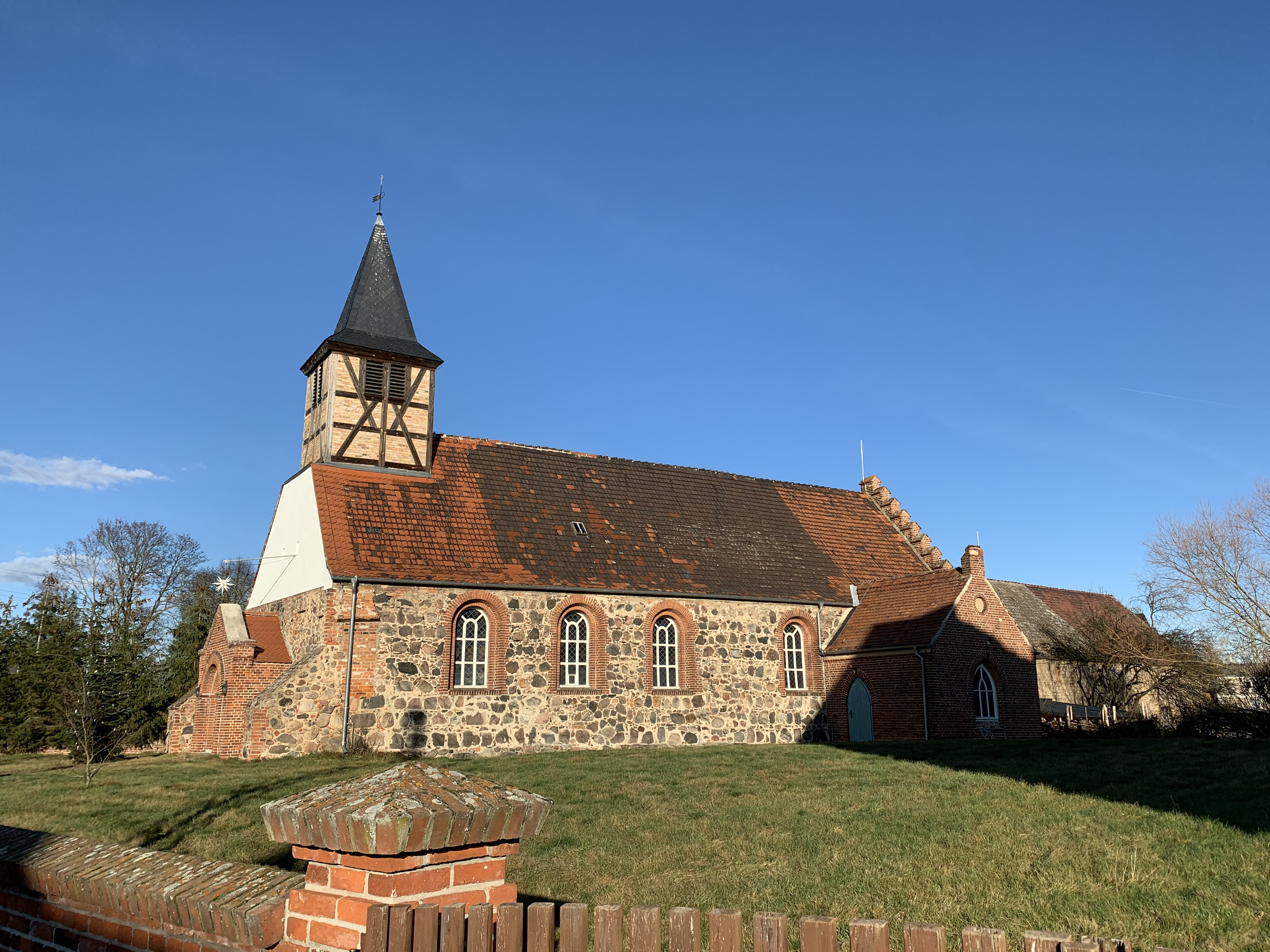
Dorfkirche

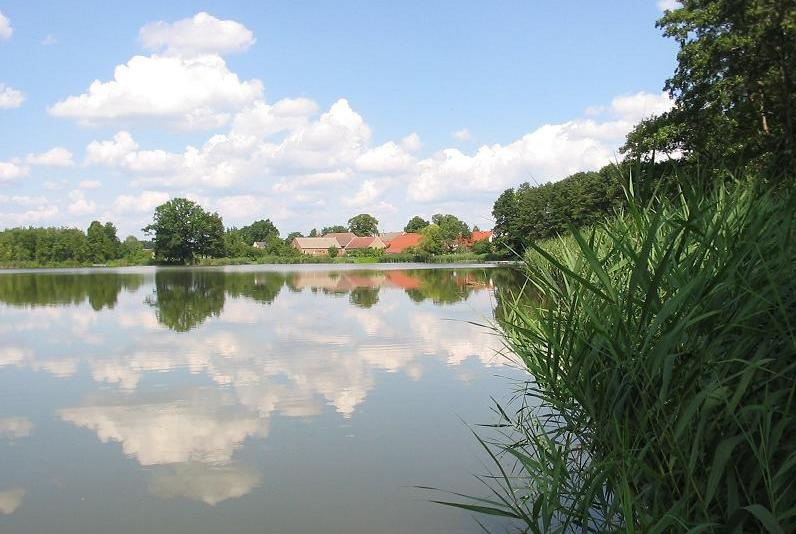
Bauernsee

- Die Dorfkirche Dobbrikow entstand in den Jahren 1184 bis 1194 als feudaler Profanbau mit einer Kapelle und wurde erst im 15. Jahrhundert  zur Kirche gewidmet. Sie ist aus Feldstein errichtet, während der Anbau sowie die Sakristei im 19. Jahrhundert mit Mauerziegeln ausgeführt wurden, die sich deutlich von dem übrigen Baukörper absetzen. Der Fachwerkturm entstand um 1700. Im Innern befinden sich ein Altar aus dem Jahr 1648, eine Kanzel aus dem Jahr 1679 sowie ein Opferstock aus dem 16. Jahrhundert. Dieses Bauwerk sowie das Pfarrhaus sind die Baudenkmale des Ortes (siehe Liste der Baudenkmale in Nuthe-Urstromtal). Im ehemaligen Pfarrhaus befindet sich eine Dauerausstellung zu Leben und Wirken von Heinrich Vogel, der in Dobbrikow Ortspfarrer war.
- Auf dem Weinberg werden seit 2011 wieder Weinreben kultiviert. Der Anbau knüpft an die mittelalterliche Tradition der Zisterziensermönche an. Ein Teil der Erhebung ist als FFH-Gebiet ausgewiesen, in dem seltene Pflanzenarten wie der Blutrote Storchschnabel und die Kartäuser-Nelke gedeihen.
- Auf der Gemarkung Dobbrikows befinden sich insgesamt sieben Seen, von denen einer verlandet ist.

## Söhne und Töchter
- Klaus Driefert (* 1938), erfolgreicher Motorbootrennfahrer in der DDR
- Heinrich Vogel (1902–1989), Theologe, ab 1932 Pfarrer in Dobbrikow
- Curt-Jürgen Heinemann-Grüder (1920–2010), ab 1952 Lehrvikar, ab 1954 Pfarrer in Dobbrikow